# STV電台
株式會社STV電台（日语：株式会社STVラジオ、エスティーブイラジオ，The STVradio Broadcasting Co., Ltd.）是日本的一家以北海道為播出地區的中波廣播（AM）電台。該公司的前身是札幌電視台的廣播部門，在2005年獨立成為札幌電視台的全資子公司。

## 外部連結
- STVラジオ （页面存档备份，存于）
- STVラジオ 公式アカウント的X（前Twitter）
- STV電台的Facebook專頁
- STV電台的Instagram帳戶
- YouTube上的STVラジオ 公式ch頻道
- 株式会社STVラジオの中波放送局の免許承継 （页面存档备份，存于） （総務省）